# Traité de Canandaigua
Le traité de Canandaigua a été signé à Canandaigua dans l'État de New York le 11 novembre 1794 par cinquante sachem et chefs de guerre représentant le grand concile des Six nations de la Confédération iroquoise (incluant les tribus Cayugas, Mohawks, Onneiouts, Onondagas, Sénécas et Tuscaroras) ainsi que Timothy Pickering représentant du président américain George Washington.
Le traité a établi la paix et l'amitié entre les États-Unis et les Six nations et a affirmé des droits territoriaux iroquois dans l'État de New York.

## Signataires
Les principaux signataires sont :
- Ki-ant-whau-ka
- Kon-ne-at-or-tee-ooh
- Si-gwa-ah-doh-gwih
- Segoyewatha

## Source
- (en) Jemison, G. Peter (ed.), Schein, Anna M. (ed.) and Powless Jr., Irving (ed.). Treaty of Canandaigua 1794: 200 Years of Treaty Relations Between the Iroquois Confederacy and the United States. Clear Light Publishing, 2000.  (ISBN 1-57416-052-4)